# Большова, Екатерина Сергеевна
Екатери́на Серге́евна Большо́ва (род. 4 февраля 1988, Ленинград), в замужестве Лоба́кина — российская легкоатлетка, специалистка по многоборьям. Выступала за сборную России по лёгкой атлетике в начале 2010-х годов, победительница и призёрка первенств национального значения, участница ряда крупных международных стартов. Представляла Санкт-Петербург и Москву. Мастер спорта России международного класса.

## Биография
Екатерина Большова родилась 4 февраля 1988 года в Ленинграде.
Занималась лёгкой атлетикой под руководством тренеров С. В. Желанова, И. И. Гребенщикова, Ю. В. Овчинникова, А. Н. Биткина. Выступала за физкультурно-спортивное объединение «Юность России».
Впервые заявила о себе на международном уровне в сезоне 2010 года, когда вошла в состав российской национальной сборной и выступила на Кубке Европы по легкоатлетическим многоборьям в Таллине — вместе со своими соотечественницами Александрой Бутвиной и Надеждой Сергеевой стала бронзовой призёркой в женском командном зачёте. Также в этом сезоне в составе команды Санкт-Петербурга выиграла серебряную медаль в эстафете 4 × 100 метров с барьерами на чемпионате России по эстафетному бегу в Сочи.
В 2012 году одержала победу в пятиборье на зимнем чемпионате России по многоборьям в Москве, показав при этом лучший результат мирового сезона и установив свой личный рекорд — 4896 очков. На последовавшем чемпионате мира в помещении в Стамбуле стала шестой (впоследствии в связи с дисквалификацией Татьяны Черновой переместилась в итоговом протоколе на пятую позицию). На летнем чемпионате России по многоборьям в Чебоксарах установила личный рекорд в семиборье (6466), получив награду бронзового достоинства. Принимала участие в чемпионате Европы в Хельсинки, где с результатом 6298 заняла пятое место (после дисквалификации украинки Людмилы Йосипенко стала четвёртой).
В 2013 году в пятиборье с лучшим результатом мирового сезона (4851) победила на зимнем чемпионате России по многоборьям в Волгограде, тогда как на чемпионате Европы в помещении в Гётеборге досрочно завершила выступление.
После достаточно длительного перерыва вернулась к соревновательной практике и в 2016—2017 годах отметилась выступлениями на нескольких всероссийских стартах.
За выдающиеся спортивные результаты удостоена почётного звания «Мастер спорта России международного класса».